# Фаусто Маццолені
Фаусто Маццолені (італ. Fausto Mazzoleni; 15 грудня 1960, м. Кур, Швейцарія) — швейцарський хокеїст, захисник. 
Вихованець хокейної школи ЕХК «Кур». Виступав за ХК «Давос», ХК «Клотен», ХК «Цуг».
У чемпіонатах Швейцарії — 369 матчів (81+198).
У складі національної збірної Швейцарії учасник зимових Олімпійських ігор 1988 (6 матчів, 3+0), учасник чемпіонатів світу 1987 і 1990 (група B). 
Досягнення
- Чемпіон Швейцарії (1984, 1985, 1993, 1994).